# Nikita Tregoebov
Nikita Michailovitsj Tregoebov (Russisch: Трегубов, Никита Михайлович) (Krasnojarsk, 14 februari 1995) is een Russische skeletonracer. 
Tregoebov kwalificeerde zich voor de Olympische Winterspelen van 2014 in Sotsji, waar hij als zesde eindigde. Hij nam onder olympische vlag deel aan de Olympische Winterspelen 2018 in Pyeongchang en won er de zilveren medaille.

## Resultaten

### Olympische Spelen
| Jaar | Plaats      | Resultaat |
| ---- | ----------- | --------- |
| 2014 | Sotsji      | 6e        |
| 2018 | Pyeongchang | Zilver    |

### Wereldkampioenschappen
| Jaar | Plaats     | Rang                               |
| ---- | ---------- | ---------------------------------- |
| 2015 | Winterberg | 4e Individueel                     |
| 2016 | Igls       | 5e Individueel 14e Landenwedstrijd |
| 2017 | Königssee  | Individueel · 5e Landenwedstrijd   |
| 2019 | Whistler   | Individueel · 8e Landenwedstrijd   |
| 2020 | Altenberg  | 9e Individueel 9e Gemengd team     |
| 2021 | Altenberg  | 6e Individueel                     |

### Wereldbeker
| Seizoen   | Rang |
| --------- | ---- |
| 2014/2015 | 12e  |
| 2015/2016 | 14e  |
| 2016/2017 | 8e   |
| 2017/2018 | 5e   |
| 2018/2019 | 4e   |
| 2019/2020 | 10e  |
| 2020/2021 | 7e   |
| 2021/2022 | 4e   |

| Datum           | Plaats  |
| --------------- | ------- |
| 8 december 2018 | Sigulda |